# Girls’ Generation/Diskografie
Diese Diskografie ist eine Übersicht über die musikalischen Werke der südkoreanischen Pop-Gruppe Girls’ Generation. Den Quellenangaben zufolge verkaufte sie bisher mehr als 35 Millionen Tonträger. Ihre erfolgreichste Veröffentlichung ist die Single Oh! mit über 3,5 Millionen verkauften Einheiten.

## Alben

### Studioalben
| Jahr                       | Titel                                          | Höchstplatzierung, Gesamtwochen, AuszeichnungChartplatzierungen (Jahr, Titel, Platzierungen, Wochen, Auszeichnungen, Anmerkungen) | Höchstplatzierung, Gesamtwochen, AuszeichnungChartplatzierungen (Jahr, Titel, Platzierungen, Wochen, Auszeichnungen, Anmerkungen) | Anmerkungen |
| Jahr                       | Titel                                          | KR | JP | Anmerkungen |
| -------------------------- | ---------------------------------------------- | --- | --- | --- |
| Südkoreanische Studioalben |                                                | | | |
|                            |                                                | | | |
| 2007                       | Girls’ Generation                              | KR1 a (136 Wo.)KR | — | Erstveröffentlichung: 1. November 2007 Verkäufe KR: + 206.047                                                                        |
| 2008                       | Baby Baby                                      | KR11 (89 Wo.)KR | — | Erstveröffentlichung: 13. März 2008; Wiederveröffentlichung von Girls’ Generation Chartplatzierungen ab 2010; Verkäufe KR: + 102.034 |
| 2010                       | Oh!                                            | KR1 (150 Wo.)KR | — | Erstveröffentlichung: 28. Januar 2010 Verkäufe KR: + 418.162                                                                         |
| 2010                       | Run Devil Run                                  | KR1 (105 Wo.)KR | — | Erstveröffentlichung: 22. März 2010 Wiederveröffentlichung von Oh!; Verkäufe KR: + 191.779                                           |
| 2011                       | The Boys                                       | KR1 (177 Wo.)KR | JP2 (26 Wo.)JP | Erstveröffentlichung: 19. Oktober 2011 Verkäufe KR: + 418.162; US: + 1000                                                            |
| 2013                       | I Got a Boy                                    | KR1 (126 Wo.)KR | JP7 (17 Wo.)JP | Erstveröffentlichung: 1. Januar 2013 Verkäufe KR: + 310.757; US: + 3000                                                              |
| 2016                       | Lion Heart                                     | KR1 (74 Wo.)KR | — | Erstveröffentlichung: 19. August 2016 Verkäufe KR: + 154.636; US: + 1000                                                             |
| 2017                       | Holiday Night                                  | KR2 (18 Wo.)KR | — | Erstveröffentlichung: 4. August 2017 Verkäufe KR: + 167.638; US: + 2000                                                              |
| 2022                       | Forever 1                                      | KR2 Platin · (6 Wo.)KR | — | Erstveröffentlichung: 5. August 2022 Verkäufe KR: + 288.567                                                                          |
| Japanische Studioalben     |                                                | | | |
|                            |                                                | | | |
| 2011                       | Girls’ Generation                              | — | JP1 Diamant · (83 Wo.)JP | Erstveröffentlichung: 1. Juni 2011 Verkäufe JP: + 1.000.000; KR: + 11.937                                                            |
| 2011                       | Re:package Album "Girls Generation" ~The Boys~ | — | — | Erstveröffentlichung: 28. Dezember 2011 Wiederveröffentlichung von Girls’ Generation und The Boys                                    |
| 2012                       | Girls & Peace                                  | — | JP3 Platin · (30 Wo.)JP | Erstveröffentlichung: 28. November 2012 Verkäufe JP: + 250.000; KR: + 1600                                                           |
| 2013                       | Love & Peace                                   | — | JP1 Gold · (23 Wo.)JP | Erstveröffentlichung: 10. Dezember 2013 Verkäufe JP: + 170.898; KR: + 1700                                                           |

### Livealben
| Jahr | Titel                       | Höchstplatzierung, Gesamtwochen, AuszeichnungChartsChartplatzierungen (Jahr, Titel, Platzierungen, Wochen, Auszeichnungen, Anmerkungen) | Anmerkungen                                                   |
| Jahr | Titel                       | KR | Anmerkungen                                                   |
| ---- | --------------------------- | --- | ------------------------------------------------------------- |
| 2010 | Into the New World          | KR1 (56 Wo.)KR | Erstveröffentlichung: 30. Dezember 2010 Verkäufe KR: + 46.568 |
| 2013 | 2011 Girls’ Generation Tour | KR1 (5 Wo.)KR | Erstveröffentlichung: 13. April 2013 Verkäufe KR: + 21.499    |

### Kompilationen
| Jahr | Titel                       | Höchstplatzierung, Gesamtwochen, AuszeichnungChartsChartplatzierungen (Jahr, Titel, Platzierungen, Wochen, Auszeichnungen, Anmerkungen) | Anmerkungen                                                |
| Jahr | Titel                       | JP | Anmerkungen                                                |
| ---- | --------------------------- | --- | ---------------------------------------------------------- |
| 2013 | Best Selection Non Stop Mix | JP6 (10 Wo.)JP | Erstveröffentlichung: 20. März 2013                        |
| 2014 | The Best                    | JP1 Gold · (33 Wo.)JP | Erstveröffentlichung: 23. Juli 2014 Verkäufe JP: + 100.000 |

### EPs
| Jahr | Titel                     | Höchstplatzierung, Gesamtwochen, AuszeichnungChartplatzierungen (Jahr, Titel, Platzierungen, Wochen, Auszeichnungen, Anmerkungen) | Höchstplatzierung, Gesamtwochen, AuszeichnungChartplatzierungen (Jahr, Titel, Platzierungen, Wochen, Auszeichnungen, Anmerkungen) | Höchstplatzierung, Gesamtwochen, AuszeichnungChartplatzierungen (Jahr, Titel, Platzierungen, Wochen, Auszeichnungen, Anmerkungen) | Anmerkungen                                                                             |
| Jahr | Titel                     | KR | JP | US | Anmerkungen                                                                             |
| ---- | ------------------------- | --- | --- | --- | --------------------------------------------------------------------------------------- |
| 2009 | Gee                       | KR3 (112 Wo.)KR | — | — | Erstveröffentlichung: 7. Januar 2009 Verkäufe KR: + 100.000; Chartplatzierungen ab 2010 |
| 2009 | Tell Me Your Wish (Genie) | KR4 (92 Wo.)KR | — | — | Erstveröffentlichung: 29. Juni 2009 Verkäufe KR: + 200.000; Chartplatzierungen ab 2010  |
| 2010 | Hoot                      | KR1 (105 Wo.)KR | JP2 Gold · (36 Wo.)JP | — | Erstveröffentlichung: 27. Oktober 2010 Verkäufe KR: + 192.375; JP: + 148.761            |
| 2014 | Mr.Mr.                    | KR1 (45 Wo.)KR | JP11 (2 Wo.)JP | US110 (1 Wo.)US | Erstveröffentlichung: 24. Februar 2014 Verkäufe KR: + 165.421; US: + 3000               |

grau schraffiert: keine Chartdaten aus diesem Jahr verfügbar

## Singles

### Als Leadmusikerinnen
| Jahr | Titel Album                                                  | Höchstplatzierung, Gesamtwochen, AuszeichnungChartplatzierungen (Jahr, Titel, Album, Platzierungen, Wochen, Auszeichnungen, Anmerkungen) | Höchstplatzierung, Gesamtwochen, AuszeichnungChartplatzierungen (Jahr, Titel, Album, Platzierungen, Wochen, Auszeichnungen, Anmerkungen) | Anmerkungen |
| Jahr | Titel Album                                                  | KR | JP | Anmerkungen |
| --- | ------------------------------------------------------------ | --- | --- | --- |
| Südkoreanische Singles |                                                              | | | |
| |                                                              | | | |
| 2007 | Into the New World (다시 만난 세계) Girls’ Generation (2007) | — | — | Erstveröffentlichung: 3. August 2007 Verkäufe KR: + 44.800                                                                                        |
| 2007 | Girls’ Generation (소녀시대) Girls’ Generation (2007)        | — | — | Erstveröffentlichung: 1. November 2007 |
| 2008 | Kissing You Girls’ Generation (2007)                         | — | — | Erstveröffentlichung: 13. Januar 2008 |
| 2008 | Baby Baby Girls’ Generation (2007)                           | — | — | Erstveröffentlichung: 17. März 2008 |
| 2009 | Gee                                                          | KR75 (1 Wo.)KR | — | Erstveröffentlichung: 5. Januar 2009 Verkäufe KR: + 5.000.000; Chartplatzierungen ab 2010                                                         |
| 2009 | Genie (소원을 말해봐) Genie                                  | KR88 (1 Wo.)KR | — | Erstveröffentlichung: 22. Juni 2009 Chartplatzierungen ab 2010                                                                                    |
| 2010 | Oh!                                                          | KR1 (17 Wo.)KR | — | Erstveröffentlichung: 25. Januar 2010 Verkäufe KR: + 3.316.889                                                                                    |
| 2010 | Run Devil Run                                                | KR1 (15 Wo.)KR | — | Erstveröffentlichung: 25. Oktober 2010 Verkäufe KR: + 2.203.000                                                                                   |
| 2010 | Hoot                                                         | KR1 (19 Wo.)KR | — | Erstveröffentlichung: 25. Oktober 2010 Verkäufe KR: + 2.280.000                                                                                   |
| 2011 | Mr. Taxi The Boys                                            | KR9 (15 Wo.)KR | — | Erstveröffentlichung: 23. April 2011 Verkäufe KR: + 2.171.755                                                                                     |
| 2011 | The Boys                                                     | KR1 (13 Wo.)KR | — | Erstveröffentlichung: 18. Oktober 2011 Verkäufe KR: + 3.032.658; US: + 21.000                                                                     |
| 2012 | Dancing Queen I Got a Boy                                    | KR1 (12 Wo.)KR | — | Erstveröffentlichung: 21. Dezember 2012 Verkäufe KR: + 580.428                                                                                    |
| 2013 | I Got a Boy                                                  | KR1 (15 Wo.)KR | — | Erstveröffentlichung: 1. Januar 2013 Verkäufe KR: + 1.354.672                                                                                     |
| 2014 | Mr.Mr.                                                       | KR1 (12 Wo.)KR | — | Erstveröffentlichung: 25. Februar 2014 Verkäufe KR: + 906.962                                                                                     |
| 2015 | Catch Me If You Can –                                        | KR19 (4 Wo.)KR | — | Erstveröffentlichung: 10. April 2015 Verkäufe KR: + 135.068                                                                                       |
| 2015 | Party Lion Heart                                             | KR1 (13 Wo.)KR | — | Erstveröffentlichung: 7. Juli 2015 Verkäufe KR: + 843.843                                                                                         |
| 2015 | Lion Heart                                                   | KR4 (16 Wo.)KR | — | Erstveröffentlichung: 18. August 2015 Verkäufe KR: + 911.721                                                                                      |
| 2015 | You Think Lion Heart                                         | KR30 (3 Wo.)KR | — | Erstveröffentlichung: 22. August 2015 Verkäufe KR: + 119.910                                                                                      |
| 2016 | Sailing (0805) (그 여름 (0805)) SM Station Season 1          | KR13 (4 Wo.)KR | — | Erstveröffentlichung: 2016 Verkäufe KR: + 171.000                                                                                                 |
| 2017 | All Night Holiday Night                                      | KR32 (4 Wo.)KR | — | Erstveröffentlichung: 4. August 2017 Verkäufe KR: + 150.175                                                                                       |
| 2017 | Holiday Holiday Night                                        | KR12 (9 Wo.)KR | — | Erstveröffentlichung: 4. August 2017 Verkäufe KR: + 385.000                                                                                       |
| 2022 | Forever 1                                                    | KR5 (31 Wo.)KR | — | Erstveröffentlichung: 5. August 2022 |
| Japanische Singles |                                                              | | | |
| |                                                              | | | |
| 2010 | Gee                                                          | — | JP2 Gold + Diamant (Digital) · (47 Wo.)JP                                                                                                | Erstveröffentlichung: 8. September 2010 · Verkäufe JP: + 1.850.000 · + JP: Platin (Downloads), + JP: ×2Doppelplatin (Klingelton)                  |
| 2010 | Tell Me Your Wish (Genie)                                    | — | JP4 Gold + Platin (Downloads) · (42 Wo.)JP                                                                                               | Erstveröffentlichung: 20. Oktober 2010 · Verkäufe JP: + 600.000 · + JP: Platin (Mobile Downloads)                                                 |
| 2011 | Mr. Taxi Girls’ Generation (2011)                            | KR18 (5 Wo.)KR | JP2 Gold + Diamant (Digital) · (35 Wo.)JP                                                                                                | Erstveröffentlichung: 23. April 2011 · Verkäufe JP: + 1.700.000 · + JP: ×2Doppelplatin (Klingelton) , + JP: Gold (Mobile Downloads Run Devil Run) |
| 2012 | Paparazzi Girls & Peace                                      | — | JP2 Gold + Gold (Downloads) · (17 Wo.)JP                                                                                                 | Erstveröffentlichung: 27. Juni 2012 JP: + 200.000                                                                                                 |
| 2012 | All My Love Is for You Girls & Peace                         | — | — | Erstveröffentlichung: 2012 |
| 2012 | Oh! Girls & Peace                                            | — | JP1 Gold + Gold (Digital) · (8 Wo.)JP | Erstveröffentlichung: 26. September 2012 JP: + 200.000                                                                                            |
| 2012 | Flower Power Girls & Peace                                   | — | JP5 (7 Wo.)JP | Erstveröffentlichung: 21. November 2012 |
| 2013 | Love & Girls Love & Peace                                    | KR165 (1 Wo.)KR | JP4 (10 Wo.)JP | Erstveröffentlichung: 19. Juni 2013 |
| 2013 | Galaxy Supernova Love & Peace                                | — | JP3 Gold (Digital) · (9 Wo.)JP | Erstveröffentlichung: 18. September 2013 Verkäufe JP: + 100.000                                                                                   |
| 2013 | My Oh My Love & Peace                                        | KR149 (1 Wo.)KR | — | Erstveröffentlichung: 2013 |
| 2015 | Catch Me If You Can –                                        | — | JP8 (7 Wo.)JP | Erstveröffentlichung: 10. April 2015 |
| Englische Singles |                                                              | | | |
| |                                                              | | | |
| 2011 | The Boys                                                     | KR52 (5 Wo.)KR | — | Erstveröffentlichung: 18. Oktober 2011 |
| Folgende Lieder erschienen nicht als Single, wurden aber durch das Album zum Download und Streaming bereitgestellt und konnten somit eine Platzierung erlangen: |                                                              | | | |
| |                                                              | | | |
| 2009 | Chocolate Love (Retro Pop Version) –                         | KR179 (1 Wo.)KR | — | Erstveröffentlichung: 2009 Promo-Singles; Chartplatzierungen ab 2010                                                                              |
| 2010 | Cabi –                                                       | KR35 (5 Wo.)KR | — | Charteinstieg: 21. Mai 2010 mit 2PM; Promo-Singles                                                                                                |
| 2010 | Show! Show! Show! Oh!                                        | KR14 (9 Wo.)KR | — | Charteinstieg: 31. Januar 2010 Verkäufe KR: + 1.020.000                                                                                           |
| 2010 | Sweet Talking Baby (뻔 & Fun) Oh!                            | KR23 (6 Wo.)KR | — | Charteinstieg: 31. Januar 2010 |
| 2010 | Forever (영원히 너와 꿈꾸고 싶다) Oh!                        | KR24 (7 Wo.)KR | — | Charteinstieg: 31. Januar 2010 |
| 2010 | Be Happy (웃자) Oh!                                          | KR26 (4 Wo.)KR | — | Charteinstieg: 31. Januar 2010 |
| 2010 | Boys & Girls (화성인 바이러스) Oh!                           | KR25 (5 Wo.)KR | — | Charteinstieg: 31. Januar 2010 feat. Key |
| 2010 | Talk to Me (카라멜 커피) Oh!                                 | KR28 (4 Wo.)KR | — | Charteinstieg: 31. Januar 2010 |
| 2010 | Star Star Star (별별별 (☆★☆)) Oh!                            | KR7 (11 Wo.)KR | — | Charteinstieg: 31. Januar 2010 Verkäufe KR: + 1.480.000                                                                                           |
| 2010 | Stick Wit U (무조건 해피엔딩) Oh!                            | KR31 (3 Wo.)KR | — | Charteinstieg: 31. Januar 2010 |
| 2010 | Day By Day (좋은 일만 생각하기) Oh!                          | KR27 (5 Wo.)KR | — | Charteinstieg: 31. Januar 2010 |
| 2010 | Echo Run Devil Run                                           | KR17 (4 Wo.)KR | — | Charteinstieg: 26. März 2010 |
| 2010 | Mistake (내 잘못이죠) Hoot                                   | KR40 (4 Wo.)KR | — | Charteinstieg: 5. November 2010 |
| 2010 | My Best Friend (단짝) Hoot                                   | KR55 (3 Wo.)KR | — | Charteinstieg: 5. November 2010 |
| 2010 | Wake Up Hoot                                                 | KR75 (2 Wo.)KR | — | Charteinstieg: 5. November 2010 |
| 2010 | Snowy Wish (첫눈에…) Hoot                                    | KR35 (4 Wo.)KR | — | Charteinstieg: 5. November 2010 |
| 2010 | Star Star Star (Acoustic R&B Version) Oh!                    | KR76 (1 Wo.)KR | — | Charteinstieg: 26. März 2010 |
| 2011 | Visual Dreams –                                              | KR32 (1 Wo.)KR | — | Erstveröffentlichung: 16. Januar 2011 Promo-Singles                                                                                               |
| 2011 | Bad Girl –                                                   | KR145 (1 Wo.)KR | — | Erstveröffentlichung: 2011 Promo-Singles |
| 2011 | Telepathy (텔레파시) The Boys                                | KR23 (3 Wo.)KR | — | Charteinstieg: 21. Oktober 2011 Verkäufe KR: + 467.930                                                                                            |
| 2011 | Say Yes The Boys                                             | KR31 (2 Wo.)KR | — | Charteinstieg: 21. Oktober 2011 Verkäufe KR: + 377.854                                                                                            |
| 2011 | Trick The Boys                                               | KR29 (3 Wo.)KR | — | Charteinstieg: 21. Oktober 2011 Verkäufe KR: + 423.729                                                                                            |
| 2011 | How Great Is Your Love (봄날) The Boys                       | KR27 (2 Wo.)KR | — | Charteinstieg: 21. Oktober 2011 Verkäufe KR: + 427.250                                                                                            |
| 2011 | My J The Boys                                                | KR44 (2 Wo.)KR | — | Charteinstieg: 21. Oktober 2011 Verkäufe KR: + 266.318                                                                                            |
| 2011 | Oscar The Boys                                               | KR42 (2 Wo.)KR | — | Charteinstieg: 21. Oktober 2011 Verkäufe KR: + 262.048                                                                                            |
| 2011 | Top Secret The Boys                                          | KR37 (2 Wo.)KR | — | Charteinstieg: 21. Oktober 2011 Verkäufe KR: + 360.954                                                                                            |
| 2011 | Lazy Girl (Dolce Far Niente) The Boys                        | KR43 (2 Wo.)KR | — | Charteinstieg: 21. Oktober 2011 Verkäufe KR: + 260.423                                                                                            |
| 2011 | Sunflower (제자리걸음) The Boys                              | KR41 (2 Wo.)KR | — | Charteinstieg: 21. Oktober 2011 Verkäufe KR: + 263.055                                                                                            |
| 2011 | Vitamin (비타민) The Boys                                    | KR35 (2 Wo.)KR | — | Charteinstieg: 21. Oktober 2011 Verkäufe KR: + 375.067                                                                                            |
| 2013 | Baby Maybe I Got a Boy                                       | KR21 (3 Wo.)KR | — | Charteinstieg: 4. Januar 2013 Verkäufe KR: + 196.401                                                                                              |
| 2013 | Talk Talk (말해봐) I Got a Boy                               | KR28 (2 Wo.)KR | — | Charteinstieg: 4. Januar 2013 Verkäufe KR: + 147.315                                                                                              |
| 2013 | Promise I Got a Boy                                          | KR31 (2 Wo.)KR | — | Charteinstieg: 4. Januar 2013 Verkäufe KR: + 139.453                                                                                              |
| 2013 | Express 999 I Got a Boy                                      | KR14 (5 Wo.)KR | — | Charteinstieg: 4. Januar 2013 Verkäufe KR: + 292.000                                                                                              |
| 2013 | Lost in Love (유리아이) I Got a Boy                          | KR30 (2 Wo.)KR | — | Charteinstieg: 4. Januar 2013 Verkäufe KR: + 172.408                                                                                              |
| 2013 | Look at Me I Got a Boy                                       | KR41 (1 Wo.)KR | — | Charteinstieg: 4. Januar 2013 Verkäufe KR: + 110.080                                                                                              |
| 2013 | XYZ I Got a Boy                                              | KR42 (1 Wo.)KR | — | Charteinstieg: 4. Januar 2013 Verkäufe KR: + 103.888                                                                                              |
| 2013 | Romantic St. (낭만길) I Got a Boy                            | KR38 (1 Wo.)KR | — | Charteinstieg: 4. Januar 2013 Verkäufe KR: + 129.336                                                                                              |
| 2014 | Goodbye Mr.Mr.                                               | KR10 (8 Wo.)KR | — | Charteinstieg: 28. Februar 2014 Verkäufe KR: + 292.000                                                                                            |
| 2014 | Wait a Minute Mr.Mr.                                         | KR18 (4 Wo.)KR | — | Charteinstieg: 28. Februar 2014 Verkäufe KR: + 194.060                                                                                            |
| 2014 | Back Hug (백허그) Mr.Mr.                                     | KR24 (1 Wo.)KR | — | Charteinstieg: 28. Februar 2014 Verkäufe KR: + 83.250                                                                                             |
| 2014 | Europa (유로파) Mr.Mr.                                       | KR25 (1 Wo.)KR | — | Charteinstieg: 28. Februar 2014 Verkäufe KR: + 81.771                                                                                             |
| 2014 | Soul Mr.Mr.                                                  | KR33 (1 Wo.)KR | — | Charteinstieg: 28. Februar 2014 Verkäufe KR: + 72.647                                                                                             |
| 2015 | Girls Catch Me If You Can                                    | KR152 (1 Wo.)KR | — | Charteinstieg: 2015 Verkäufe KR: + 19.894 |
| 2015 | Check Lion Heart                                             | KR27 (2 Wo.)KR | — | Charteinstieg: 10. Juli 2015 Verkäufe KR: + 93.873                                                                                                |
| 2022 | Lucky Like That Forever 1                                    | KR159 (1 Wo.)KR | — | Charteinstieg: 2022 |

grau schraffiert: keine Chartdaten aus diesem Jahr verfügbar

## Videoalben und Musikvideos

### Videoalben
| Jahr | Titel                                           | Höchstplatzierung, Gesamtwochen, AuszeichnungChartsChartplatzierungen (Jahr, Titel, Platzierungen, Wochen, Auszeichnungen, Anmerkungen) | Anmerkungen                                                     |
| Jahr | Titel                                           | JP | Anmerkungen                                                     |
| ---- | ----------------------------------------------- | --- | --------------------------------------------------------------- |
| 2010 | New Beginning of Girls’ Generation              | JP4 Gold · (79 Wo.)JP | Erstveröffentlichung: 11. August 2010 Verkäufe JP: + 100.000    |
| 2011 | All About Girls’ Generation: Paradise in Phuket | JP101 (1 Wo.)JP | Erstveröffentlichung: 29. Juni 2011                             |
| 2011 | First Japan Tour                                | JP1 Gold · (44 Wo.)JP | Erstveröffentlichung: 14. Dezember 2011 Verkäufe JP: + 100.000  |
| 2012 | Girls’ Generation Complete Video Collection     | JP1 Gold · (25 Wo.)JP | Erstveröffentlichung: 26. September 2012 Verkäufe JP: + 100.000 |
| 2013 | Girls & Peace: 2nd Japan Tour                   | JP1 (32 Wo.)JP | Erstveröffentlichung: 18. September 2013                        |
| 2014 | Love & Peace: 3rd Japan Tour                    | JP3 (14 Wo.)JP | Erstveröffentlichung: 24. Dezember 2014                         |
| 2015 | "The Best Live" at Tokyo Dome                   | JP1 (18 Wo.)JP | Erstveröffentlichung: 1. April 2015                             |
| 2016 | Girls’ Generation–Phantasia-in Japan            | JP2 (14 Wo.)JP | Erstveröffentlichung: 4. Mai 2016                               |

Weitere Videoalben
- 2010: Girls in Tokyo
- 2011: The 1st Asia Tour: Into the New World
- 2012: Girls’ Generation Tour
- 2014: Girls’ Generation in Las Vegas
- 2015: Girls’ Generation – World Tour: Girls & Peace in Seoul
- 2017: Girls’ Generation 4th Tour 'Phantasia' in Seoul

### Musikvideos
| Jahr | Titel                                     | Regisseur(e)             |
| ---- | ----------------------------------------- | ------------------------ |
| 2007 | Into the New World (다시 만난 세계)       | Cheon Hyeok-jin          |
| 2007 | Girls’ Generation (소녀시대)              | Unbekannt                |
| 2008 | Kissing You                               | Lee Sang-kyu             |
| 2008 | Baby Baby                                 | Unbekannt                |
| 2008 | Love Hate (오빠 나빠)                     | Unbekannt                |
| 2009 | Gee                                       | Cho Soo-hyun             |
| 2009 | Gee (Color Version)                       | Cho Soo-hyun             |
| 2009 | Gee (White Version)                       | Cho Soo-hyun             |
| 2009 | Way To Go! (힘 내!)                       | Unbekannt                |
| 2009 | Tell Me Your Wish (Genie) (소원을 말해봐) | Jang Jae-hyeok           |
| 2010 | Oh!                                       | Cho Soo-hyun             |
| 2010 | Run Devil Run                             | Cho Soo-hyun             |
| 2010 | Run Devil Run (Story version)             | Cho Soo-hyun             |
| 2010 | Genie                                     | Jang Jae-hyeok           |
| 2010 | Genie (Dance Version)                     | Jang Jae-hyeok           |
| 2010 | Gee                                       | Cho Soo-hyun             |
| 2010 | Gee (Dance Version)                       | Cho Soo-hyun             |
| 2010 | Genie (3D Version)                        | Unbekannt                |
| 2010 | Hoot                                      | Jang Jae-hyeo            |
| 2010 | Hoot (Dance Version)                      | Jang Jae-hyeo            |
| 2011 | Beautiful Girls                           | Unbekannt                |
| 2011 | Run Devil Run                             | Hideaki Sunaga           |
| 2011 | Run Devil Run (Dance Version)             | Hideaki Sunaga           |
| 2011 | Mr. Taxi                                  | Hideaki Sunaga           |
| 2011 | Mr. Taxi (Dance Version)                  | Hideaki Sunaga           |
| 2011 | Echo                                      | Unbekannt                |
| 2011 | Run Devil Run (3D Version)                | Unbekannt                |
| 2011 | Bad Girl                                  | Hideaki Sunaga           |
| 2011 | The Boys                                  | Hong Won-ki              |
| 2011 | The Boys (English Version)                | Hong Won-ki              |
| 2012 | Time Machine                              | Masaaki Uchino           |
| 2012 | Paparazzi                                 | Toshiyuki Suzuki         |
| 2012 | Paparazzi (Close-up Version)              | Toshiyuki Suzuki         |
| 2012 | Paparazzi (Full Version, Dance Version)   | Toshiyuki Suzuki         |
| 2012 | Paparazzi (Gold Edition, Dance Version)   | Toshiyuki Suzuki         |
| 2012 | All My Love is For You                    | Masaaki Uchino           |
| 2012 | Oh!                                       | Hideaki Sunaga           |
| 2012 | Oh! (Dance Version)                       | Hideaki Sunaga           |
| 2012 | Flower Power                              | Toshiyuki Suzuki         |
| 2012 | Flower Power (Dance Version)              | Toshiyuki Suzuki         |
| 2012 | Dancing Queen                             | Unbekannt                |
| 2013 | I Got A Boy                               | Hong Won-ki              |
| 2013 | Love & Girls                              | Toshiyuki Suzuki         |
| 2013 | Love & Girls (Dance Version)              | Toshiyuki Suzuki         |
| 2013 | Galaxy Supernova                          | Toshiyuki Suzuki         |
| 2013 | Galaxy Supernova (Dance Version)          | Toshiyuki Suzuki         |
| 2013 | My Oh My                                  | Hong Won-ki              |
| 2013 | Beep Beep                                 | Toshiyuki Suzuki         |
| 2014 | Mr.Mr                                     | Kim Beom-chul            |
| 2014 | Mr. Taxi                                  | Unbekannt                |
| 2014 | Indestructible                            | Unbekannt                |
| 2014 | Divine (Story Version)                    | Unbekannt                |
| 2014 | Divine                                    | Masaaki Uchino           |
| 2015 | Catch Me If You Can                       | Toshiyuki Suzuki         |
| 2015 | Catch Me If You Can (japanische Version)  | Toshiyuki Suzuki         |
| 2015 | Party                                     | Hong Won-ki              |
| 2015 | Lion Heart                                | Hong Won-ki              |
| 2015 | You Think                                 | Lee Ki-baek              |
| 2016 | Sailing (0805)                            | Unbekannt                |
| 2017 | Holiday                                   | Ziyong Kim (Fantazy Lab) |
| 2017 | All Night (Dokumentation Version)         | Shin Hee-won             |
| 2017 | All Night (Clean Version)                 | Shin Hee-won             |
| 2022 | Forever 1                                 | Shin Hee-won             |
| 2022 | Forever 1 (Matisse & Sadko Remix)         | Unbekannt                |

## Statistik

### Chartauswertung
|                     | JP    | KR     | US    |
| ------------------- | ----- | ------ | ----- |
| Nummer-eins-Alben   | JP3JP | KR10KR | US—US |
| Top-10-Alben        | JP8JP | KR14KR | US—US |
| Alben in den Charts | JP9JP | KR15KR | US1US |

|                       | JP    | KR     |
| --------------------- | ----- | ------ |
| Nummer-eins-Singles   | JP1JP | KR8KR  |
| Top-10-Singles        | JP9JP | KR13KR |
| Singles in den Charts | JP9JP | KR67KR |

|                          | JP    |
| ------------------------ | ----- |
| Nummer-eins-Videoalben   | JP4JP |
| Top-10-Videoalben        | JP7JP |
| Videoalben in den Charts | JP8JP |

### Auszeichnungen für Musikverkäufe
Anmerkung: Auszeichnungen in Ländern aus den Charttabellen bzw. Chartboxen sind in ebendiesen zu finden.
| Land/RegionAuszeichnungen für Musikverkäufe (Land/Region, Auszeichnungen, Verkäufe, Quellen) | Gold       | Platin     | Diamant     | Verkäufe  | Quellen        |
| -------------------------------------------------------------------------------------------- | ---------- | ---------- | ----------- | --------- | -------------- |
| Japan (RIAJ)                                                                                 | 15× Gold15 | 8× Platin8 | 3× Diamant3 | 6.500.000 | riaj.or.jp JP2 |
| Südkorea (KMCA)                                                                              | —          | Platin1    | —           | 250.000   | circlechart.kr |
| Insgesamt                                                                                    | 15× Gold15 | 9× Platin9 | 3× Diamant3 |           |                |